# Феркрест (Вашингтон)
Феркрест (енгл. Fircrest) град је у америчкој савезној држави Вашингтон. По попису становништва из 2010. у њему је живело 6.497 становника.

## Демографија
Према попису становништва из 2010. у граду је живело 6.497 становника, што је 629 (10,7%) становника више него 2000. године.
| Група             | 2000.         | 2010.         |
| Белци             | 5.048 (86,0%) | 4.957 (76,3%) |
| Афроамериканци    | 305 (5,2%)    | 453 (7,0%)    |
| Азијати           | 158 (2,7%)    | 332 (5,1%)    |
| Хиспаноамериканци | 158 (2,7%)    | 299 (4,6%)    |
| Укупно            | 5.868         | 6.497         |